# Communauté de communes des Pays du Sel et du Vermois
Die Communauté de communes des Pays du Sel et du Vermois ist ein französischer Gemeindeverband mit der Rechtsform einer Communauté de communes im Département Meurthe-et-Moselle in der Region Grand Est. Sie wurde am 13. Juli 2001 gegründet und umfasst 16 Gemeinden. Der Verwaltungssitz befindet sich im Ort Saint-Nicolas-de-Port.

## Historische Entwicklung
Mit Wirkung vom 1. Januar 2017 trat die Gemeinde Crevic, die bisher zur Communauté de communes du Pays du Sanon gehörte, dem hiesigen Verband bei. Ebenso die Gemeinden Ferrières und Tonnoy von aufgelassenen Verband Communauté de communes du Bayonnais.

## Mitgliedsgemeinden
| Gemeinde                                             | Einwohner 1. Januar 2022 | Fläche km² | Dichte Einw./km² | Code INSEE | Postleitzahl |
| ---------------------------------------------------- | ------------------------ | ---------- | ---------------- | ---------- | ------------ |
| Azelot                                               | 417                      | 4,75       | 88               | 54037      | 54210        |
| Burthecourt-aux-Chênes                               | 153                      | 5,59       | 27               | 54108      | 54210        |
| Coyviller                                            | 156                      | 4,53       | 34               | 54141      | 54210        |
| Crévic                                               | 944                      | 10,69      | 88               | 54145      | 54110        |
| Dombasle-sur-Meurthe                                 | 9.528                    | 11,21      | 850              | 54159      | 54110        |
| Ferrières                                            | 344                      | 6,25       | 55               | 54192      | 54210        |
| Hudiviller                                           | 316                      | 2,99       | 106              | 54269      | 54110        |
| Lupcourt                                             | 416                      | 6,94       | 60               | 54330      | 54210        |
| Manoncourt-en-Vermois                                | 338                      | 6,68       | 51               | 54345      | 54210        |
| Rosières-aux-Salines                                 | 2.814                    | 26,95      | 104              | 54462      | 54110        |
| Saffais                                              | 106                      | 4,04       | 26               | 54468      | 54210        |
| Saint-Nicolas-de-Port                                | 7.363                    | 8,23       | 895              | 54483      | 54210        |
| Sommerviller                                         | 1.002                    | 3,81       | 263              | 54509      | 54110        |
| Tonnoy                                               | 651                      | 12,35      | 53               | 54527      | 54210        |
| Varangéville                                         | 3.555                    | 12,04      | 295              | 54549      | 54110        |
| Ville-en-Vermois                                     | 595                      | 10,53      | 57               | 54571      | 54210        |
| Communauté de communes des Pays du Sel et du Vermois | 28.698                   | 137,58     | 209              | –          | –            |